# 天逸站
天逸站（英語：Tin Yat Stop）是港鐵輕鐵的一個車站，車站編號是550，屬於單程車票第5A收費區。位於香港元朗區天水圍天逸邨以西近天瑞路及天秀路交界，是現時天水圍北的唯一一個輕鐵總站，設有輕鐵客務中心。

## 車站結構

### 樓層
| 側式 · 開左邊车门 |   |                                                                                     |   |  |
|                   |   | 輕鐵706綫天水圍循環綫（天） 輕鐵751綫落客月台 輕鐵751P綫落客月台 輕鐵761P綫落客月台 | 5 |  |
|                   | 4 | 輕鐵705綫天水圍循環綫（天富）                                                       |   |  |
| 側式 · 開左邊车门 |   |                                                                                     |   |  |

|                   | 3 | 輕鐵備用路軌                                       |  |  |
| 側式 · 備用月台   |   |                                                    |  |  |
|                   | 2 | 輕鐵761P綫往元朗（天富）                           |  |  |
| 側式 · 開左邊车门 |   |                                                    |  |  |
|                   | 1 | 輕鐵751綫往友愛（天富） 輕鐵751P綫往天水圍（天富） |  |  |
| 側式 · 開左邊车门 |   |                                                    |  |  |

### 月台
- 1號月台
- 2號月台
- 3號月台
- 天逸站1至3號月台
- 4號月台
- 5號月台

## 利用狀況

### 車站周邊
- 天澤邨
- 天澤商場
- 天澤邨服務設施綜合大樓
- 宣道會葉紹蔭紀念小學
- 天逸邨

## 停泊用途
此站於當日服務時間完結後，1號、2號及3號月台會於凌晨1時20分至4時40分劃分為車務禁區，作為列車停泊用途，以準備下一列車工作天的服務。在保安方面，3個月台以膠帶圍封，月台前後部份各設有一個閉路電視鏡頭，而月台前面部份設有站長室，站長室內更有職員在當值。

## 歷史
天逸站於2003年12月7日啟用。天逸站啟用初期只有751綫及761綫（已永久停駛，由其區間車761P綫取代）兩條路線行經，751綫以此站為終點站。
後來天水圍北客量增多，遂開始有更多路綫途經該站。現時2條輕鐵長途綫751綫和761P綫都以此站為終點站，而2條天水圍循環綫（705綫、706綫）亦途經該站。
由於位於港鐵天水圍站內的輕鐵客務中心提供的大部分服務均可以由站內的港鐵客務中心同時提供，所以該輕鐵客務中心由2010年4月18日正式停止運作。而港鐵同時將此站的輕鐵客務中心的運作時間延長為早上7時至晚上9時，加強對天水圍北部的顧客服務。至於中港直通車車票的售賣地點，亦由同日起改由此站的輕鐵客務中心發售。
2018年1月尾，本站3號月台已裝有「鐵路願景」式收費器，現已開始進行測試。由於收費器尚未正式啟用，所以暫時會用印上「測試進行中 」的灰色套套着收費器，避免乘客誤用八達通拍卡。
- 3號月台與4號月台之間設有客務中心及乘客資訊顯示屏
- 3號月台裝有「鐵路願景」式收費器

## 事件

### 反修例期間事件
2019年10月1日有市民在各區進行反修例示威，當晚有兩名18歲青年響應網上號召，帶備工具打算毀壞輕鐵站設施，但他們動手前已放棄念頭。警方及後拘捕兩人，控以他們一項有意圖而遊蕩罪，他們早前認罪，10月3日在屯門法院各被判12個月感化令。
兩名被告為廚師羅賦健（18歲）及侍應盧嘉亮（18歲）。控罪指他們於2019年10月2日，在天水圍天逸輕鐵站遊蕩。案情指，港鐵保安員當晚凌晨3時許發現兩名被告於是報警，警察截停兩人，警誡下羅承認原本打算破壞八達通拍卡機，並帶警員找回已棄置的物品，包括錘仔、螺絲批和手套等；盧則表示一時貪玩。
辯方早前求情指，被告在案發前一日見到網上有人號召破壞港鐵設施，於是帶備工具在輕鐵站附近出現，但兩人再三考慮後決定放棄計劃並將工具丟棄。
裁判官判刑指，若被告依照計劃作出破壞行為，會招致一定的維修費，同時會令市民不便，屆時兩名被告或會被判處禁閉式刑罰。裁判官直指不論兩人的政治理念為何，亦不應犯法，慶幸兩人及時改變念頭，加上他們反省並有悔意，故接納報告建議，判他們感化。

## 外部連結
- 港鐵公司－輕鐵街道圖 （页面存档备份，存于）
- 港鐵公司－輕鐵行車時間表（页面存档备份，存于）
- 港鐵公司－輕鐵轉乘優惠（页面存档备份，存于）
- 香港鐵路大典上的相关条目：天逸站